# 小鼩鼠屬
小鼩鼠屬（学名：Melasmothrix），哺乳綱、囓齒目、鼠科的一屬，而與小鼩鼠屬（長吻小鼩鼠）同科的動物尚有裸尾鼠屬（細裸尾鼠）、兔形鼠屬（金背兔形鼠）、單齒鼩形鼠屬（單齒鼩形鼠）、東洋硬毛鼠屬（爪哇硬毛鼠）等之數種哺乳動物。

## 下属物种
本属包括以下物种：
- 小鼩鼠 Melasmothrix naso Miller & Hollister, 1921